# Prolysiopetalum apulicum
Prolysiopetalum apulicum är en mångfotingart som först beskrevs av Karl Wilhelm Verhoeff 1905.  Prolysiopetalum apulicum ingår i släktet Prolysiopetalum och familjen Schizopetalidae. Inga underarter finns listade i Catalogue of Life.